# Dancing Barefoot
Dancing Barefoot ist ein Rocksong, der von Patti Smith und Ivan Král geschrieben wurde und als zweite Single aus dem Album Wave der Patti Smith Group im Jahr 1979 ausgekoppelt wurde. Laut der Plattenhülle war das Lied Frauen wie Jeanne Hébuterne gewidmet, der Geliebten von Amedeo Modigliani.

## Hintergrund
Das Album Wave entstand zu einer Zeit, als Patti Smith den Gitarristen der Band MC5, Fred „Sonic“ Smith, kennenlernte. Das erste Lied des Albums, Frederick, schrieb sie offensichtlich für ihren zukünftigen Ehemann. Dancing Barefoot beschreibt poetisch ihre Gefühle und die Geheimnisse der gegenseitigen menschlichen Anziehung („Hier gehe ich, und ich weiß nicht, warum, ich drehe mich so unaufhörlich, bis ich meinen Sinn für die Schwerkraft verliere …“).
Im Jahr 2004 wählte das Rolling Stone Magazin das Lied auf Platz 323 der „The 500 Greatest Songs of All Time“.

## Coverversionen
Das Lied wurde von vielen Künstlern gecovert, darunter The Feelies, The Mission, Pearl Jam und die Simple Minds. Die Popgruppe Shakespears Sister veröffentlichte 2011 eine Coverversion auf ihrem Album Cosmic Dancer. Im Jahr 1989 nahmen U2 das Lied als B-Seite der Single When Love Comes to Town auf. Das Lied erschien auch auf der Limited Edition der Kompilation The Best of 1980–1990 und auf dem Soundtrack des Films Einsam Zweisam Dreisam.